# Trauma (groupe)
Pour le groupe polonais, voir Trauma (groupe polonais).
Trauma est un groupe de heavy metal américain, originaire de San Francisco en Californie. Il est formé en 1981 et dissous quatre ans plus tard, en 1985. Il est connu notamment pour avoir été un des premiers groupes à avoir joué avec Cliff Burton. Malgré une existence assez courte, le groupe peut néanmoins sortir son premier et seul album en 1984, Scratch and Scream, composé de neuf titres. Le groupe se reforme en 2011.

## Biographie
Le groupe est formé en 1981, aux côtés du bassiste Cliff Burton, l'un des membres fondateurs. Le groupe participe en 1982 à la compilation Metal Massacre II avec sa chanson Such a Shame. En 1984, le groupe publie son tout premier album studio, Scratch and Scream, au label Shrapnel Records. Il se composait à cette période des guitaristes Ross Alexander et Michael Overton, du bassiste Lucas Advincula, du batteur Kris Gustofson, et du chanteur Donny Hilliers. L'album fait participer Leather Leone au chant. Deux ans après la sortie de l'album, le groupe se sépare.
En 2012, Don Hillier et Kris Gustofson reforment le groupe. Le 10 février 2013, le groupe joue un concert en l'honneur du regretté Cliff Burton, qui aurait fêté ce jour-là son 51e anniversaire. Au concert, le groupe joue des chansons inédites écrites par Burton . En février 2015, le groupe signe au label Pure Steel Records et publie son premier album en 31 ans, intitulé Rapture and Wrath,. L'album est relativement bien accueilli par la presse spécialisée,. L'édition vinyle de l'album est annoncée pour le 24 avril la même année.

## Style musical
Le premier album du groupe, Scratch and Scream, contient des éléments de speed et power metal. Il se caractérise par des parties de guitare solo. Le tempo rappelle celui des chansons de Judas Priest ou de groupes de New wave of British heavy metal.

## Membres

### Derniers membres
- Donny Hillier - chant (1981–1985)
- Michael Overton - guitare rythmique (1981–1985)
- Kris Gustofson - batterie (1982–1985)
- Ross Alexander - guitare (1983–1985)
- Glen Gordon - basse (1984–1985)

### Anciens membres
- Cliff Burton - basse (1981–1982)
- Dennis Schaefer - batterie (1981–1982)
- Tiger Lady - guitare (1981–1983)
- Lucas Advicula - basse (1982–1984)

## Discographie
- 1982 : Demo I (démo)
- 1984 : Scratch and Scream (album)
- 1984 : Demo II (démo)
- 2015 : Rapture and Wrath (album)